# 下吴站
下吴站（福州話：/a˥˥ ŋu˥˧/）位于中华人民共和国福建省福州市长乐区下吴村，是福州地铁6号线的地铁车站，于2022年8月28日启用。

## 车站结构
下吴站为地下二层车站，全长200米，地下一层为站厅层，地下二层为站台层，岛式站台。
| 地面层   | 出入口                               |  | 出入口               |
| 地下一层 | 站厅                                 |  | 票务服务、自动售票机 |
| 地下二层 | 1                                    |  | 6号线 往潘墩（沙京） |
| 地下二层 | 岛式站台，列车运行方向左侧的车门开启 |  |                      |
| 地下二层 | 2                                    |  | 6号线 往万寿（万寿） |

### 出入口与周边
下吴站目前开放2个出入口，其中无障碍电梯位于B出入口，卫生间位于C出入口。
| 下吴站出入口信息            | 下吴站出入口信息 | 下吴站出入口信息 | 下吴站出入口信息 |
| --------------------------- | ---------------- | ---------------- | ---------------- |
|                             |                  |                  |                  |
| 编号                        | 设施             | 位置             | 接驳交通         |
| 出口 · B                    |                  | 车站西南口       |                  |
| 出口 · C                    |                  | 车站东南口       |                  |
| 注： 设有电梯 \| 设有卫生间 |                  |                  |                  |

## 历史
- 2017年12月25日，下吴站主体结构封顶[3]。
- 2018年1月17日，下吴站至壶井站左线区间盾构始发[4]。
- 2018年6月26日，下吴站至莲花站区间右线贯通[5]。
- 2018年10月28日，下吴站至莲花站区间左线贯通[6]。
- 2020年5月16日，下吴站附属工程施工完成。
- 2022年8月26日，下吴站首次对外开放试乘[7]。
- 2022年8月28日，下吴站启用[8]。